# Winton Shire
Koordinaten: 22° 23′ S, 143° 2′ O

Das Shire of Winton ist ein lokales Verwaltungsgebiet (LGA) im australischen Bundesstaat Queensland. Das Gebiet ist 53.814 km² groß und hat etwa 1130 Einwohner.

## Geografie
Das Shire liegt im Zentrum des Staats etwa 1150 km nordwestlich der Hauptstadt Brisbane.
Verwaltungssitz der LGA ist Winton mit etwa 880 Einwohnern. Weitere Ortschaften sind Corfield, Middleton und Opalton.

## Geschichte
1861 durchstreifte die Expedition von Burke und Wills das Gebiet und in den folgenden Jahren begann die Besiedlung des Gebiets. 1879 wurde die Ortschaft Winton gegründet und 1886 die lokale Verwaltung eingerichtet.

## Verwaltung
Der Winton Shire Council hat fünf Mitglieder. Der Mayor (Bürgermeister) und vier weitere Councillor werden von allen Bewohnern des Shires gewählt. Die LGA ist nicht in Wahlbezirke unterteilt.